# Менгден, Георгий Фёдорович
Граф Георгий Фёдорович Менгден (1836/1837—1902) — генерал-лейтенант русской императорской армии.

## Биография
Происходил из дворян Лифляндской губернии. Его отец, Фридрих Мориц (Фёдор Егорович) фон Менгден (31.08.1804 — 19.09.1887), отставной ротмистр (1839); мать, Зинаида Ивановна (14.01.1814 — 28.01.1886), дочь действительного статского советника Ивана Александровича Бутримова. Родившийся 26 декабря 1836 (7 января 1837) года, Георгий был старшим ребёнком в семье, где родились ещё дочери — Александра (1839—?), а затем Вера (17.01.1840 — 2.01.1913, Сан-Ремо, Италия), которая сначала (с 1855) была замужем за А. Д. Свербеевым, а затем (с 22.05.1887) — за Д. Е. Шевичем.
Воспитывался в школе, откуда 16 июня 1856 года был произведён корнетом в кавалергарды. В 1859 году произведён в поручики. С 4 января 1861 года по 26 апреля 1863 года он был полковым казначеем.
В 1861 году произведён в штабс-ротмистры, а в 1862 году в ротмистры. С 1 декабря 1865 года по 8 сентября 1866 года командовал лейб-эскадроном. В 1866 году произведён в полковники, а в 1870 году во флигель-адъютанты. 17 марта 1872 года назначен командиром Ахтырского гусарского полка.
В 1876 году произведён в генерал-майоры, с зачислением в Свиту Его Величества и назначен командиром 2-й бригады 1-й гвардейской кавалерийской дивизии. В это время, в 1877 году Г. Ф. Менгден приобрёл дом на Дворцовой набережной (известный как дом Федосея Скляева — ныне «Запасной дом Зимнего дворца»). Кроме этого он имел и другую собственность; так, в Финляндии находилось поместье, где работал завод по изготовлению стёкол для зеркальных окон. В 1883 году он был вынужден продать и дом и поместье; как вспоминала впоследствии его дочь Зинаида: «отец безвинно потерял большую часть своего состояния. Это послужило серьёзным испытанием для нашей семьи. Родителям пришлось отказаться от множества благ, которые доселе давало им богатство. Отныне они обязаны были во всём себя ограничивать»; Александр III предоставил семье возможность жить в Таврическом дворце. В 1883 году зачислен по армейской кавалерии.
В 1886 году назначен командиром 1-й бригады 2-й гвардейской кавалерийской дивизии. В 1891 году назначен командиром 14-й кавалерийской дивизии и произведён в генерал-лейтенанты.
В 1895 году назначен в распоряжение военного министра.
Скончался в Санкт-Петербурге от атеросклероза 8 (21) ноября 1902 года, погребён в Вольмаре в семейном склепе.

## Награды
Российские:
- Орден Св. Станислава 3-й ст. (1862)
- Орден Св. Станислава 2-й ст. (1866, императорская корона к ордену в 1869)
- Орден Св. Анны 2-й ст. (1872)
- Орден Св. Владимира 3-й ст. (1879)
- Орден Св. Станислава 1-й ст. (1884)
- Орден Св. Анны 1-й ст. (1888)

Иностранные:
- Прусский орден Короны 2-й ст. (1874, бриллиантовые знаки в 1875)
- Персидский орден Льва и Солнца 2-й ст. (1878)
- Прусский орден Красного орла 2-й ст. (1880)
- Черногорский орден князя Даниила I 1-й ст. (1889)
- Баденский орден Церингенского Льва большой крест (1891)

## Семья
В 1858 году женился на дочери коллежского асессора Зинаиде Николаевне Бурцовой (ок. 1833 — 12.05.1910). Их дети:
- Евгения (1859—1932) по состоянию на 1911 год являлась фрейлиной при дворе императрицы Александры Фёдоровны;
- Георгий (1861—1917);
- Николай (1866—1920), окончил Санкт-Петербургскую консерваторию, играл на корнете и виолончели. Служил помощником директора Императорских театров. Был арестован и умер в тюремном госпитале;
- Дмитрий (11.09.1873—1954), полковник Кавалергардского полка. В службе с 1893 года, офицер с 1895 года. Был адъютантом Великого князя Николая Николаевича, в бытность его Верховным главнокомандующим и наместником на Кавказе. Был женат (с 3.11.1896) на Софии Николаевне Араповой, дочери Н. У. Арапова.
  - Внук — Георгий (05.08.1897—13.11.1983). Корнет Кавалергардского полка. Служил в Добровольческой армии и ВСЮР. Подхорунжий Корниловского ударного полка. Участник Чернецовского похода. Кавалер Георгиевского креста IV степени. Был женат на графине Ирине Дмитриевне Шереметевой. Умер в Париже и был похоронен на кладбище в Сент-Женевьев-де-Буа;
  - Внук — Николай (01.04.1899—1973), с 1929 женат на Марии Николаевне Лейхтенбергской (1907—1992), дочери герцога Николая Николаевича Лейхтенбергского;
  - Внучка — Вера (16.12.1901—1987);
- Зинаида (22.10.1878 — 15.09.1950), (автор Воспоминаний), на 1911 год являлась фрейлиной при дворе императрицы Александры Фёдоровны; с 1912 года занимала должность свитной фрейлины Марии Фёдоровны, с которой покинула Россию на английском судне «Мальборо»; жила в Копенгагене, где умерла и была похоронена[2].